# Kaap Nagasaki (Chiba)

De kaap

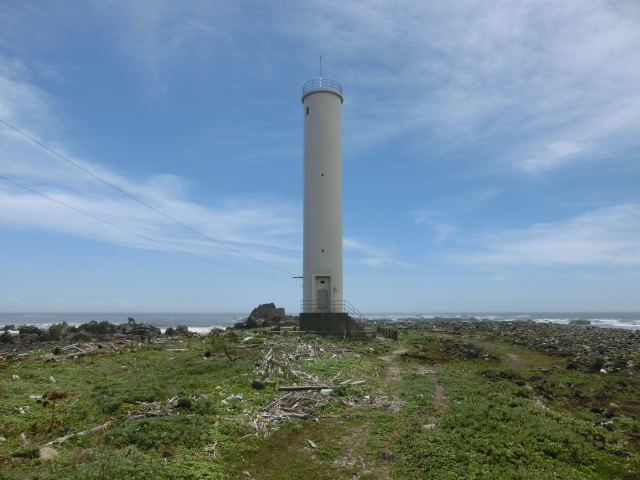
De vuurtoren

De Kaap Nagasaki is een kaap in het zuidoosten van het Japanse eiland Honshu en steekt uit in de Grote Oceaan. De kaap is gelegen aan de zuidelijkste punt van de stad Choshi in de prefectuur Chiba.
Op ongeveer 1800 meter naar het noordnoordoosten ligt de Kaap Inubo die net iets oostelijker ligt. Doordat de kaap iets zuidelijker van Kaap Inubo ligt, kan men hier de vroegste eerste zonsopgang van het jaar zien.
Op de kaap staat een vuurtoren die de vorm heeft van een witte schoorsteen. De vuurtoren gaf in 1955 voor het eerst licht. 
De kaap scheidt de noordelijker gelegen mariene ecoregio Noordoostelijk Honshu van de zuidelijkere mariene ecoregio Kuroshiostroom. In het gebied rond de kaap stroomt de Oyashio en botst op de Kuroshio.